# Capilla de Santa María de Casalets
La capilla de Santa María de Casalets es un edificio religioso de la población de Solsona perteneciente a la comarca catalana del Solsonés en la provincia de Lérida. Es una iglesia románica incluida en el Inventario del Patrimonio Arquitectónico de Cataluña y protegida como Bien Cultural de Interés Nacional.

## Descripción

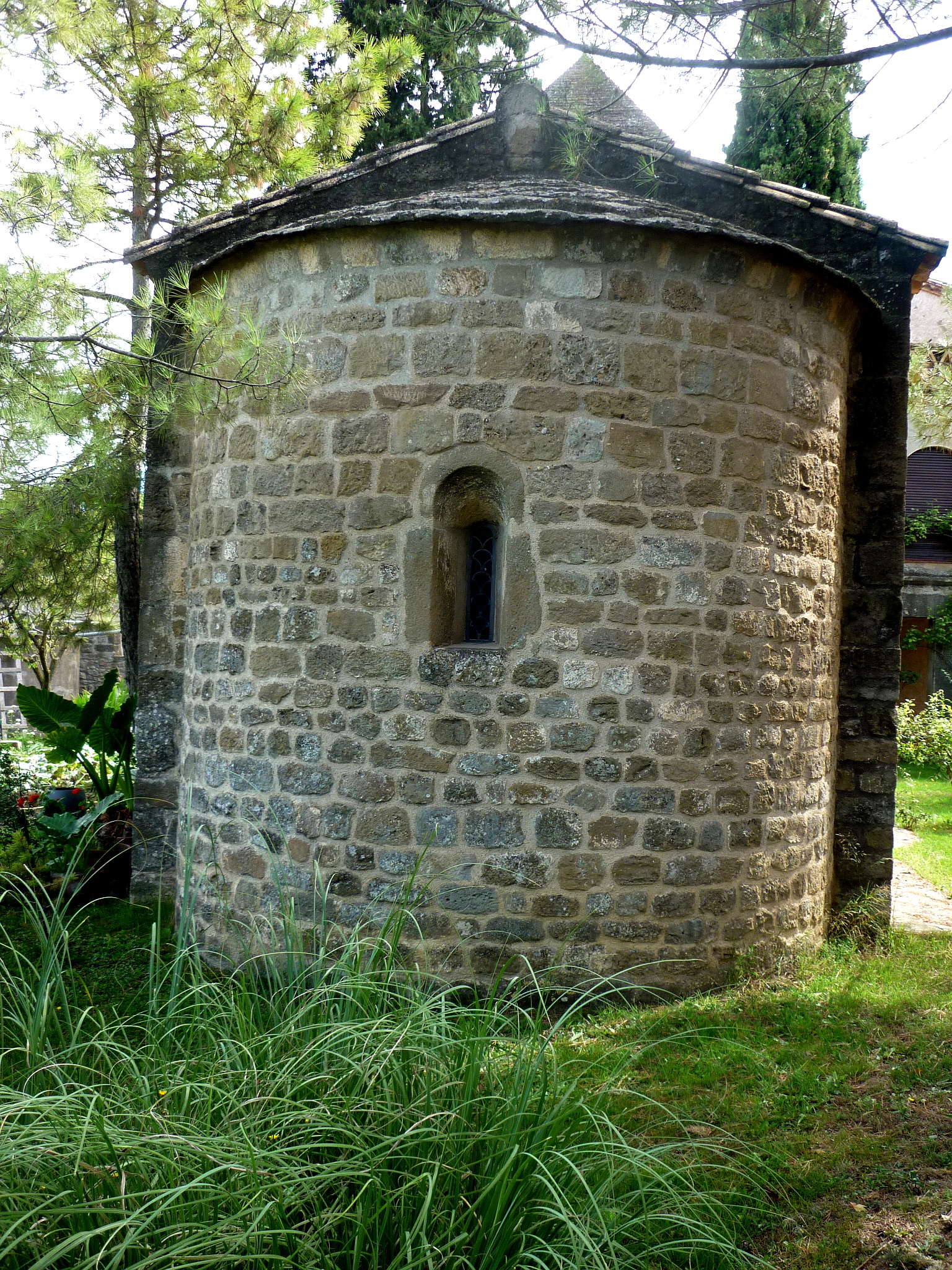
Vista exterior del ábside.

Es una pequeña capilla románica que consta de una nave única y unábside redondo, con paramento de construcción realizado con piedras en hiladas. La puerta de entrada es de arco de medio punto y bordeada por dovelas, se encuentra en el muro lateral. Presenta una ventana de arco de medio punto monolítica en el ábside. En la fachada hay una pequeña ventana de aspillera en forma de cruz. El campanario está sobrealzado por ocho columnas redondeadas, con capiteles trapezoidales, dos de ellos con decoración vegetal. El interior fue edificado con piedra y la nave cubierta con bóveda de cañón.

### Noticias históricas
La capilla se encuentra muy restaurada. Su lugar de origen está situado en el término de Castellnou de Bassella, -antiguo pueblo sumergido bajo las aguas del pantano de Rialb desde 1999_. Los propietarios a pesar de que estaba en estado bastante ruinoso, la trasladaron al jardín de su casa en Solsona.